# بانکداری تعاونی
بانک داری تعاونی بانک داری تجاری و خرده فروشی سازمان یافته برمبنای تعاون است. موسسات بانک‌داری تعاون در بیشتر بخش‌های جهان حساب پس‌انداز باز کرده و پول قرض می‌دهند.
بانکداری تعاونی، همان‌طور که در اینجا بحث شد، شامل بانک‌داری خرده فروشی اتحادیه‌های اعتباری، بانک‌های پس‌انداز متقابل، ایجاد اجتماعات و مشارکت‌ها، و نیز سرویس‌های بانک‌داری تجاری فراهم شده توسط سازمان‌های متقابل (مثل فدراسیون‌های تعاونی) در تجارت‌های مشارکتی ست.

## موسسات

### اتحادیه اعتباری
اتحادیه‌های اعتباری هدف بالا بردن صرفه جویی، ارائه اعتبار با نرخ‌های منطقی، و ارائه سایر خدماتی مالی را به اعضا شان دارند. اعضا ان معمولاً ملزم به تسهیم تعهد مشترک، مثل محل خاص، کارفرما، مذهب یا حرفه هستند، یا اتحادیه‌های اعتباری معمولاً به‌طور کلی به وسیلهٔ پس‌اندازهای اعضا سرمایه‌گذاری می‌شوند و از استقراض بیرونی اجتناب می‌کنند. آن‌ها معمولاً (هرچند نه منحصراً) فرم کوچکتری از مؤسسه بانک داری مشارکتی هستند. در برخی کشورها آن‌ها به ارائه تنها وام‌های شخصی تأمین نشده محدود می‌شوند، درحالیکه در سایر کشورها آن‌ها می‌توانند رهن‌ها و وام‌های تجاری به کشاورزان بدهند.

### بانک‌های تعاونی
موسسات بزرگتر اغلب بانک‌های تعاونی نامیده می‌شوند. برخی فدراسیون‌های شدید یکپارچه‌ای از اتحادیه‌های اعتباری هستند، هرچند اعضا اتحادیه‌های اعتباری ممکن است در تمام نه اصل اکید شورای جهانی اتحادیه‌های اعتباری(WOCCU) اشتراک نداشته باشند.
مثل اتحادیه‌های اعتباری، مالکان بانک‌های تعاونی مشتریان شان هستند و اصل مشارکت یک شخص، یک رأی را دنبال می‌کنند. با این وجود، برخلاف اتحادیه‌های اعتباری بانک‌های مشارکتی اغلب تحت مقررات بانکداری و مشارکتی مدون می‌شوند. آن‌ها خدماتی مثل پس‌انداز و وام را به افراد غیر عضو و نیز به اعضا می‌دهند، و برخی در بازارهای کل فروشی برای تعهدات، پول و حتی دارایی‌های خالص شرکت می‌کنند. بیشتر بانک‌های مشارکتی در بازارهای سهام دولتی دادوستد می‌کنند، با نتیجه‌ای که بواسطه بخش‌های غیر عضو تا حدی مالک هستند. کنترل عضو با این سهام خارجی کم می‌شود، پس آن‌ها به عنوان اتحادیه‌های نیمه مشارکتی محسوب می‌شوند.
سیستم‌های بانک داری مشارکتی معمولاً یکپارچه‌تر از سیستم‌های اتحادیه اعتباری هستند. شعبه‌های محلی بانک‌های مشارکتی هیئت مدیره هیئت مدیره‌های خودشان را انتخاب می‌کنند و عملیات خودشان را مدیریت می‌کنند، اما بیشتر تصمیمات استراتژیک نیازمند تأیید دفتر مرکزی ست. اتحادیه‌های اعتباری معمولاً تصمیم‌گیری استراتژیک در سطح محلی باقی می‌مانند، هرچند آن‌ها وظایف دفتر-بانک را به اشتراک می‌گذارند، مثل دسترسی به سیستم پرداخت‌های جهانی، از طریق هم پیمانی.
برخی بانک‌های تعاونی برا ی عدول از اصول تعاونی مورد انتقاد هستند. اصول ۲–۴"بیانیه‌ای در مورد هویت مشارکتی" را می‌توان برای الزام این مسله تفسیر کرد که اعضا باید کنترل سیستم‌های نظارت و سرمایه مشارکت‌های شان را به دست گیرند. بانک مشارکتی که سرمایه را در بازارهای سهام دولتی بالا می‌برد دسته دوم سهام دارانی را ایجاد می‌کند که با اعضا برای کنترل رقابت می‌کنند. در برخی شرایط، اعضا ممکن است کنترل را از دست بدهند. این به‌طور مؤثر یعنی بانک مشارکت را متوقف می‌کند. پذیرش پس‌اندازها از افراد غیر عضو نیز ممکن است به کاهش کنترل عضو بینجامد.

### بانک‌های توسعه زمین
بانک‌های خاصی که وام‌های بلند مدت می‌دهند بانک‌های توسعه زمین، به‌طور مختصرLDB نامیده می‌شوند. تاریخچه LDB کاملاً قدیمی ست. اولی LDB در جانگ در پنجاب در سال ۱۹۲۰ شروع به کار کرد. این بانک نیز برمبنای مشارکت بود. هدف اصلی LDBها ارتقاء توسعه زمین، کشاورزی و افزایش تولید کشاورزی ست. LDBها سرمایه‌گذاری بلندمدت برای اعضا مستقیماً از طریق شعبه‌های‌شان فراهم می‌کنند.

### تعاونی مسکن
تعاونی‌های مسکن در بریتانیا، ایرلند و چند کشور جمهوری وجود دارد. آن‌ها مشابه با اتحادیه‌های اعتباری در سازمان هستند، هرچند کمتر تعهد مشترک را اعمال می‌کنند. با این وجود، به جای تبلیغ صرفه جویی و دادن وام‌های تجاری و غیر تأمینی، هدف شان دادن رهن‌های خانه به اعضا است. وام گیرندگان و پس‌انداز کنندگان اعضا جامعه هستند، تنظیم سیاست و انتصاب مدیران برمبنای یک عضو، یک رأی است. تعاونی‌های مسکن اغلب سایر خدمات بانک داری خرده فروشی را ارائه می‌کنند مثل حساب‌های جاری، کارت‌های اعتباری و وام‌های شخصی. در بریتانیا، مقررات بیش از نیمی از وام شان را جهت سرمایه‌گذاری از طریق بدهی به افراد غیر عضو مجاز می‌داند، به جوامع اجازه می‌دهد تا به تعهد کل فروشی و بازارهای پولی برای سرمایه‌گذاری رهن‌ها دسترسی داشته باشند. بزرگترین تعاونی مسکن جهان تعاونی مسکن ملی بریتانیا است.

## سایر موارد
بانک‌های پس‌انداز دوجانبه و پس‌انداز دوجانبه و انجمن‌های وام در قرن‌های ۱۹ و ۲۰ بسیار رایج بودند، اما در اواخر قرن ۲۰ ام تعداد و سهام بازار این بانک‌ها کاهش یافت، به لحاظ جهانی کم‌اهمیت تر از بانک‌های مشارکتی، تعاونی‌های مسکن و اتحادیه‌های اعتباری شدند.
بانک‌های پس‌انداز امانی مشابه با سایر بانک‌های پس‌انداز هستند، اما مشارکتی نمی‌باشند چون بواسطه متولیان، نه پس‌انداز کنندگان کنترل می‌شود

### انجمن‌های بین‌المللی
مهم‌ترین انجمن‌های بین‌المللی بانک‌های مشارکتی انجمن بانک داری مشارکتی بین‌المللی مبتنی بر پاریس(ICBA) هستند که موسسات عضو از سراسر جهان دارند، انجمن بانک‌های مشارکتی اروپا در بروکسل و گروه بانک داری یونیک در بروکسل.

## منطقه‌ای

### کانادا
در کانادا، بانک داری مشارکتی به وسیلهٔ اتحادیه‌های اعتباری ارائه می‌شود. در ۳۰ سپتامبر ۲۰۱۲، ۳۵۷ اتحادیه اعتباری با اتحادیه اعتباری مرکزی کانادا تلفیق شدند. آن‌ها در ۱۷۶۱ شعبه در کشور با ۵٫۳میلیون عضو و ۱۴۹٫۷میلیارد دارایی فعالیت می‌کردند.

#### کبک
جنبش مردمی کایسا توسط آلفونس دژردن در کبک، کانادا که پیشتاز اتحادیه‌های اعتباری بود آغاز شد. دژردن اولین اتحادیه اعتباری را در آمریکای شمالی در ۱۹۰۰ از خانه‌اش در لویس، کبک افتتاح کرد، آغاز جنبش دژردن را مشخص می‌کرد. او علاقه‌مند به محافظت مالی از مردم کارگر بود.

### بریتانیا
تعاونی‌های مسکن بریتانیا در موسسات بانک داری و پس‌انداز چند منظوره با مالکیت «یک عضو، یک رای» توسعه یافت و می‌توان به عنوان فرمی از مشارکت مالی دانست (هرچند بیشترشان در بانک‌های شخصی در دهه ۱۹۸۰ و ۱۹۹۰ جدا شدند). گروه مشارکت بریتانیا شامل بیمه کننده، بیمه مشارکتی و بانک مشارکتی ست هردو برای ارتقاء سرمایه‌گذاری اخلاقی می‌باشند.

### قاره اروپا
سیستم‌های مهم بانک داری مشارکتی قاره‌ای شامل کردیت اگریکل، کردیت موتوئل، بانک پوپولر و کاسی دپارنی در فرانسه، روبوبانک در هلند و بانک BVR/DZ در المان، بانک پاپولار،UBI و دی میلنو در ایتالیا، کوپ بانک در سوییس، و سیستم رافیسین در چند کشور در اروپای شرقی و مرکزی هستند. بانک‌های مشارکتی که اعضا انجمن اروپایی بانک‌های مشارکتی هستند ۱۳۰ میلیون مشتری ،۴ تریلیون یورو دارایی و ۱۷٪ پس‌انداز اروپا را دارند. کنفدراسیون بین‌المللی بانک‌های مشارکتی(CIBP) قدیمی‌ترین انجمن بانک‌های مشارکتی در سطح بین‌المللی ست.
در اسکاندیناوی، تمایز واضحی بین بانک‌های پس‌انداز متقابل (سپاربانک) و اتحادیه‌های واقعاً اعتباری (اندلز بانک) وجود دارد.

### ایالات متحده
اتحادیه‌های اعتباری در ایالات متحده ۹۶٫۳میلیون عضو در سال ۲۰۱۳ و ۱٫۰۶تریلیون دارایی داشت.

### هند
بانک‌های مشارکتی نقشی مهم در اقتصاد هند دارند، به ویژه در مناطق روستایی. در نواحی شهری، عمدتاً به کارگران شغل ازادو صنعت کوچک خدمت می‌کنند. آن‌ها تحت قانون تعاونی‌های مشارکتی ۱۹۱۲ ثبت می‌شوند. آن‌ها به وسیلهٔ بانک ذخیره هند تحت قانون مقررات بانک داری ۱۹۴۹ و قوانین بانک داری ۱۹۶۵ تنظیم می‌شوند. انویا ساکاری در سال ۱۸۸۹ در استان بارودار اولین اتحادیه اعتبار مشارکتی معروف در هند تأسیس شد.

### اسرائیل
اوفک ابتکار عمل مشارکتی سرمایه‌گذاری شده در اواسط ۲۰۱۲ است که معطوف به تأسیس اولین بانک مشارکتی در اسرائیل بود.

### قبرس
شرکت بانک مرکزی مشارکتی(CCB) در سال ۱۹۳۷ تحت حقوق جوامع مشارکتی تثبیت شد و قواعد هدف اصلی ارائه بانک داری و سایر خدمات کمکی به جوامع عضو را دارد که هسته اجتماع کشاورزی قبرس را شکل می‌دهند. چندین سال بانک نیاز به توسعه و تنوع فعالیت‌های خود را شاهد بوده‌است و هم‌اکنون در موقعیتی برای ارائه دامنه کامل خدمات ارائه شده توسط بانک‌های جامع روستایی ست. تأسیس بانک رویداد نقطه تحولی در توسعه جنبش مشارکتی بود و در ریشه کنی رباخواری رایج و بهره‌کشی از کشاورزان ابزاری اثبات شده‌است. پیشرفت ان سریع و موفقیت اش فراتر از انتظار پیشتازان جنبش مشارکتی بوده‌است. در اواسط ۲۰۱۳، سیستم بانک داری مشارکتی قبرس بازسازی مهمی را اعلام کرد که لیستی از ۱۸ شرکت با ادغام ۹۳ بانک مشارکتی موجود ایجاد می‌شوند.
اعتبار خرد و سرمایه‌گذاری خرد پدیده جدید تر اعتبار خرد و سرمایه‌گذاری خرد اغلب مبتنی بر مدل مشارکتی ست. این‌ها بر استقراض کم تجاری متمرکز هستند. در سال ۲۰۰۶، محمد یونس پایه‌گذار بانک المانی در بنگلادش جایزه صلح نوبل را برای ایده‌هایش راجع به توسعه و تداوم مفهوم اعتبار خرد برد.